# エスキナンサス・ミクランサス
エスキナンサス・ミクランサス（学名：Aeschynanthus micranthus）はイワタバコ科ナガミカズラ属の半つる性多年生植物。

## 特徴
茎は細く、繁茂すると下垂する。葉は長さ3–5 cm、花冠は暗赤色で長さ2.5 cmと細長い。花は葉腋に2–3個ずつ、多くの節につく。

## 分布と生育環境
ヒマラヤ原産。POWOではインド・アッサム地方、バングラデシュ、ラオス、ベトナム、中国南部に分布としている。

## 利用
室内栽培の鉢物として利用。ほぼ周年開花する。冬越しには最低5℃以上が必要で、10℃以上の保温が望ましい。

## ギャラリー
エスキナンサス・ミクランサス（2024年11月 兵庫県立フラワーセンター）
- 鉢植え
- 花の正面観